# Patków (Łosice)
Pour les articles homonymes, voir Patków.
Patków (prononciation : [ˈpatkuf]) est un village polonais de la gmina de Łosice dans le powiat de Łosice de la voïvodie de Mazovie dans le centre-est de la Pologne.
Le village compte une population de 277 habitants en 2006.

## Histoire
De 1975 à 1998, le village appartenait administrativement à la voïvodie de Biała Podlaska.